# Oceansat-1
O Oceansat-1 ou IRS-P4 foi o primeiro satélite indiano construído principalmente para aplicações oceanográficas. É uma parte do série de satélites indianos de Sensoriamento Remoto. O satélite tem dois instrumentos principais: O Ocean Colour Monitor (OCM) e o Multi - frequency Scanning Microwave Radiometer (MSMR) para estudos oceanográficos. O Oceansat-1 foi lançado pela ISRO através de um foguete PSLV-C2 junto com o satélite alemão DLR-Tubsat e com o sul-coreano KitSat em 26 de Maio de 1999.

## Ligações Externas
- ISRO: IRS-P4